# フランコ・バスケス
フランコ・ダミアン・バスケス（Franco Damián Vázquez, 1989年2月22日 - ）は、アルゼンチン・タンティ出身のサッカー選手。USクレモネーゼ所属。ポジションはミッドフィールダー。
CAベルグラーノでキャリアを始め、2011年にパレルモに加入した。2012-13シーズンにラーヨ・バジェカーノへローンを経た後に所属クラブで活躍し、ラ・リーガのセビージャへ移籍が決定した。母親がイタリアの出身であるため、バスケスは自身の出身であるアルゼンチン代表とイタリア代表でプレイする資格を有しており、2015年にイタリア代表デビューを飾ったが、2016年に入り、生まれ育ったアルゼンチンの代表としてプレイしたいという願望を明らかにし、2018年にアルゼンチン代表で初出場した。

## 生い立ち
イタリアのパドヴァ出身の母親とアルゼンチン出身の父親から生まれたため、アルゼンチンとイタリアのパスポートを所有している。

## クラブ経歴

### ベルグラーノ
2007年にベルグラーノでデビューし、中心選手となったバスケスは2010年にパルマが最初に興味を持ったほか、多くのイタリアのクラブから関心を持たれるようになった。

### パレルモ
2011年8月、ハビエル・パストーレに代わる選手としてパレルモから強い関心を示され、2012年1月から加入することで2011年9月1日に453万ユーロの移籍金で合意し、2011年12月29日に正式に加入が発表された。2012年1月8日に行われたナポリ戦でデビューし、リーグ戦14試合に出場したがその多くは途中交代での出場であり、ノーゴールに終わった。

### ラーヨ・バジェカーノ
2012年8月24日にプリメーラ・ディビシオンのラーヨ・バジェカーノへ期限付き移籍が決まったが、交代での出場がほとんどであり、完全移籍することはなく、パレルモへ復帰することになった。

### パレルモ復帰
ジェンナーロ・ガットゥーゾ監督からはメンバーにさえ選ばれず、前半戦はセリエBの試合に出場することはできなかったが、2014年1月にジュゼッペ・イアキーニが監督に就任すると期限付き移籍で加入していたヴァレリオ・ベッレに代わってレギュラーとして試合に出場するようになり、セカンドストライカーのポジションを務めたバスケスは多くのゴールチャンスを作った。セリエAに昇格して迎えた2014-15シーズンはパウロ・ディバラと効果的なパートナーシップを形成し、2015年1月16日には2019年6月30日まで契約を延長した。

### セビージャ
2016年7月16日にセビージャへ5年間の契約で加入することが決まり、1500万ユーロの移籍金が支払われた。2016 UEFAスーパーカップのレアル・マドリード戦で公式戦デビューを飾り、6-4で勝利した開幕戦のエスパニョール戦で初ゴールを記録した。
フアン・ロペテギ監督が就任した2019-20シーズンから出場機会を減らし、2021年5月25日にシーズン終了後に退団することが発表された。

### パルマ
2021年6月29日、セリエBのパルマ・カルチョ1913に加入した。背番号は10番。

### クレモネーゼ
2023年7月17日、USクレモネーゼに移籍した。

## 代表経歴
イタリア代表でプレイする資格を有し、ユースも含め代表における出場経験がなかったため、イタリア代表はバスケスの招集に意欲を持っていたが、バスケス自身が招集に応じるかどうかについては不確定であった。2015年1月下旬にアルゼンチン代表の選出には厳しい競争があるため、アントニオ・コンテの招集に応じる意向があるとバスケスは表明した。
2015年3月21日にUEFA EURO 2016予選のブルガリア代表戦とイングランド代表との親善試合に向けたメンバーに初めて招集され、ブラジル生まれのエデルも一緒に招集された。3月24日に行われたセリエAの会議の中でロベルト・マンチーニ監督は、「イタリア代表の選手はイタリアで生まれた選手で構成されるべきであり、イタリア出身ではない者はイタリア人の親族がいたとしてもプレイするに値しない。」と個人的な見解を述べたが、コンテ監督は「2006 FIFAワールドカップ優勝の一助となったマウロ・カモラネージのようにエデルやフランコ・バスケスがUEFA EURO 2016優勝のために貢献することがどうして問題なのか。」と応えた。
2015年3月31日に行われたイングランド代表戦に61分からエデルと交代で出場し、デビューを飾った。2015年6月16日に行われたポルトガル代表との親善試合で2キャップ目を記録したが、2016年8月に生まれ育ったアルゼンチン代表でプレイしたいという願望を明らかにした。そしてその後のセビージャでの活躍もあり、2018年8月に初めてアルゼンチン代表に招集され、親善試合のグアテマラ代表戦で途中出場してデビューを果たした。

## プレイスタイル
バスケスは敏捷性が高く、広い視野とパス能力、優れた技術を持った左利きの選手である。ゴールを演出する能力に優れ、2014-15シーズンのセリエAではリーグトップタイとなる10アシストを記録した。ゴールチャンスを生み出すだけではなく、自身も長距離からゴールを奪うことができ、セカンドストライカーなどの攻撃的ミッドフィールダー以外の攻撃的なポジションであるウイングや中盤の底で試合を組み立てるプレイメイカーなど中盤のいくかのポジションを務めることができる。また、バスケスのプレイスタイルはハビエル・パストーレやロベルト・バッジョと比較されている。

## タイトル

### クラブ
パレルモ
- セリエB：2013-14[36]

セビージャ
- UEFAヨーロッパリーグ：2019-20